# 김정수 일가 가짜 독립유공자 사건
김정수 일가 가짜 독립유공자 사건은 보훈처가 가짜 독립유공자 김정수 일가 5명 중 1995년엔 김진성의 서훈을 취소했고 2018년엔 김정수 일가 가짜 독립유공자 4명의 서훈을 모두 취소한 일로써 가짜 독립유공자 문제를 드러낸 상징적인 사건이다. 이 사건은 특히 국가보훈처가 가짜 독립유공자를 찾기 위한 전수조사에 들어가게 된 계기이기도 하다. 국가보훈처가 가짜 독립운동가를 찾아낸 경우는 단 한 사람도 없다는 점은 보훈행정에 심각한 문제가 있음을 드러내고 있다.

## 내용
2018년 정부는 광복절을 맞아 “김정수 일가 가짜 독립유공자 4명의 서훈을 모두 취소한다”고 선언했다. 정부는 2018년 8월 27일자 관보를 통해 고 김정수(독립장), 고 김낙용(독립장), 고 김관보(독립장), 고 김병식(애족장)에게 지난 1968년 수여한 정부 포상을 지난달 15일 자로 취소했다고 밝혔다. 관보에는 취소 사유가 '서훈 공적이 거짓으로 밝혀짐'으로 돼있다. 이 문제가 처음 불거진 지 20년이 지나서였다. 20년 전 김정수 등 가짜 독립운동가를 고발한 김세걸(독립운동가 김진성 선생의 장남, 현 서울 노원구 거주)씨는 "문제를 제기한 지 20여 년이 지나서야 서훈을 박탈했다"며 "어이없다"고 말했다.
김정수(1909~1980)는 일제강점기 중국 만주의 대표적 항일조직 참의부에서 활동한 공로로 1968년 건국훈장 애국장(현 독립장·3등급)을 받았다. 하지만 이는 평안북도 초산 출신 독립운동가 김정범(1899~?)의 공적을 가로챈 것이었다. 김정수의 조부 김낙용(1860~1919·건국훈장 독립장)과 백부(큰아버지) 김병식(1880~?·건국훈장 애족장), 부친 김관보(1882~1924·건국훈장 독립장)도 거짓 행적으로 의심되는 증거로 서훈을 받았다. 김정수의 사촌 동생 김진성은 일제강점기 지린성 일대에서 항일단체 국민부의 참사(하사)로 활동한 김진성(1914~1961)의 공적을 가로챘다. 김진성은 1968년 건국훈장 애국장(현 독립장·3등급)을 받았다.
남의 공적을 가로채거나 조작하는 방법으로 3대에 걸쳐 5명이 독립유공자 행세를 한 김정수 일가가 챙긴 보훈 급여가 모두 4억 5079만 원에 이르는 것으로 나타났다. 이를 지금 돈으로 환산하면 수십억 원에 달한다.
이같은 가짜 유공자가 드러나게 된 것은 30여년을 오로지 가짜독립유공자 밝히는데 힘써 온 김세걸씨의 공이 컸다. 독립유공자 김진성의 아들인 세걸씨는 수년에 걸쳐 자료를 모아 가짜 김진성이 아버지 행세를 했다는 사실을 입증했다. 이에 따라 김영삼 정부는 진짜 김진성에게 서훈을 추서했지만 가짜 김진성에게 준 훈장은 취소하지 않았다. 현충원의 묘지도 그대로 뒀다. 세걸씨는 “가짜 김진성 묘지를 하루빨리 없애고 거짓 서훈에 가담한 이들을 처벌하라”고 요구했다. 그러나 보훈 담당 직원은 “독립운동가 후손으로 인정받아 한국으로 귀화했으면 됐지 더 이상 뭘 바라느냐”며 되레 그를 힐난했다고 한다.
김세걸씨는 정부의 무책임한 태도에 화가 났지만 포기하지 않고 이 문제를 파고들었다. 결국 김대중 정부 때인 1998년 7월 가짜 김진성의 묘가 다른 곳으로 옮겨지고 부친의 유해가 안장됐다. 중국 선양의 한 노래방 화면에서 가짜 김진성의 묘를 본 지 10년 만이었다. 김세걸씨는 20여 년 동안 국립현충원에 안장된 가짜 독립유공자를 찾아내고 서훈 취소까지 이끌어낸, 독립운동가의 아들이다. 김씨의 노력은 2018년 국감에서 ‘독립유공자 서훈자 전수조사’의 길을 열기도 했다.
김세걸씨 사례는 그간 우리나라에서 가짜 유공자가 어떻게 만들어졌고 또 정부가 이 문제에 어떻게 대응했는지를 잘 보여 준다. 3·1운동과 대한민국 임시정부 수립 100년이 됐지만 ‘가짜 독립유공자와의 전쟁’은 이제야 시작됐다. 문재인 정부는 “독립유공자 전수조사를 통해 가짜 유공자를 가려내겠다”고 밝히며 과거 정부와 다른 모습을 보이지만 수많은 법적·제도적 허점이 ‘역사 바로 세우기’를 가로막고 있다. 가짜 독립운동가로 판명나도 후손이 자진 반납하기 전까지는 훈장이나 혜택을 되어가져오기 힘들다. 현충시설 이장 역시 후손이 버티면 강제할 수 없다. 가짜 독립운동가 김정수도 현충원 애국지사 묘역에 그대로 묻혀 있다. 심사 대상자가 어떤 이유로 통과했거나 탈락했는지 대략의 이유조차도 말해 주지 않는 보훈처의 유공자 심사 비밀주의도 문제로 지적되고 있다.
이에 따라 국회에서 '가짜 독립유공자'에 대한 질타가 쏟아졌고 국가보훈처는 독립유공자 전수조사를 할 수밖에 없었다. 2018년 10월 16일 국회 정무위원회의 국가보훈처를 대상으로 한 국정감사(위원장 민병두 의원)에서 고용진 더불어민주당 의원은 "가짜 독립유공자로 드러난 '대전 김태원'과 최근의 '가짜 김정수 일가'를 보면 브로커와 보훈처 내 내부 조력자의 합작품으로 보인다"며 "전수조사가 필요하다"고 지적했다. 고 의원은 "특히 당장 문제가 드러난 사람에 대해서는 즉각 조사에 착수해야 한다"고 덧붙였다. 피우진 국가보훈처장은 "(가짜 독립유공자를 가려내기 위해) 시간이 걸리겠지만 계획을 세워 (독립유공자 공적을) 전수 조사하겠다"고 밝혔다. 보훈처의 최고 수장이 독립유공자 공적 전수 재조사 의견을 밝힌 것은 이번이 처음이다.
이외에도 대전에서는 2015년 <오마이뉴스>의 문제 제기로 건국훈장 독립장(3급)을 받은 '대전 출신 김태원'이 가짜 독립운동가로 드러나 서훈이 취소됐다. 국가보훈처는 2012년 '대전 출신 김태원'에 대해 자체 조사를 벌이고도 '아무 문제가 없다'고 결론 내렸다. 국가보훈처 업무에 대한 질타가 쏟아졌다.
2017년에는 대전의 한 독립운동가 후손의 양심고백에 힘입어 또 다른 독립운동가(김정필)의 서훈이 취소됐다. 후손이 나서 자신의 조상에 대해 독립운동을 한 사실이 없다며 서훈 취소를 요청한 것 자체가 처음 있는 일이다. 보훈처가 김원필 선생의 공적을 근거로 이름만 같은 김정필에게 이중으로 서훈을 줬다는 의심을 갖게 하는 대목이다. 이들은 모두 남의 독립운동 행적으로 수십 년 동안 보훈 혜택을 받아온 가짜로 드러났지만 국가보훈처가 자체 조사로 가짜를 찾아낸 사람은 단 한 사람도 없다.